# Identitätstheorie (Politische Theorie)
Die Identitätstheorie geht im Wesentlichen auf die politische Philosophie von Jean-Jacques Rousseau (1712–1778) zurück. Nach Rousseau darf der gesellschaftliche Wille kein anderer sein als der des natürlich freien Menschen, es muss eine Identität von Einzelwillen und Gemeinwillen bestehen.
Das Ziel einer idealen Gesellschaft sei darum die Vereinigung von Einzelinteressen zum Gemeinwillen. Dadurch soll der Unterschied zwischen Herrschenden und Beherrschten (Volk) aufgehoben werden. Rousseaus Intention ist, die vollkommene Volkssouveränität (Volksherrschaft) herzustellen.

## Ideengeschichte
Die Identitätstheorie Rousseaus richtete sich gegen den Absolutismus und formuliert das Ideal freier und gleicher Bürger, die in Volksversammlungen über die Belange der Gemeinschaft abstimmen, ohne dieses Stimmrecht an repräsentative Vertretungskörperschaften zu delegieren. Aus der volonté de tous, die einfach die Summe der Einzelwillen darstellt, sollen egoistische Interessen herausgefiltert werden. So entsteht die volonté générale (Gemeinwille), von der alle Bürger profitieren.
Rousseau selbst sah diese Form der Willensbildung an eng gefasste Voraussetzungen gebunden: Eine identitäre Gesellschaft könne nur in sehr kleinen Staaten funktionieren, die von gesellschaftlicher Homogenität geprägt seien und auf das Mittel einer bewussten Erziehung zur Staatsbürgertugend Rückgriff nähmen. Große Territorialstaaten hingegen seien für diese Form der Regierung nicht geeignet – hier schlägt Rousseau vor, neben den nun doch notwendigen Vertretungskörperschaften in regelmäßigen Abständen wenigstens Plebiszite über allgemeine Gesetze abzuhalten.
Rousseau unterscheidet den „Willen aller“ (volonté de tous) vom „allgemeinen Willen“ (volonté générale). Ersterer ist die Summe aller Privatinteressen, wie er sich in Wahlen ergibt, wenn jeder die Partei wählt, die seinen Interessen entspricht. Die gewinnende Partei siegt über die Verlierer. Der „allgemeine Wille“ ergibt sich, wenn die Stimmabgabe nicht durch Parteien gebündelt ist, wenn „es im Staate möglichst keine besonderen Gesellschaften [Parteien] geben und jeder Staatsbürger nur für seine eigene Überzeugung eintreten soll“. Dies würde man heute als Deliberative Demokratie bezeichnen. „Zieht man von diesen Willensmeinungen das Mehr oder Minder, das sich gegenseitig aufhebt, ab, so bleibt als Differenzsumme der allgemeine Wille übrig“.(Contract Social, 1762, II,iii)
Auf die Frage, wie man den immer noch partikularen Willen der volonté de tous vom allein richtigen Gesamtwillen, der volonté générale, überzeugend abgrenzen könne, haben sich Theorien entwickelt, die nicht von einem objektiv vorgegebenen oder zu erreichenden Gesamtwillen ausgehen, sondern den Zweck der staatlichen Gemeinschaft darin sehen, Vielfalt in der Gesellschaft zu ermöglichen und politische Entscheidungen nicht durch Einheitlichkeit der Staatsbürger, sondern durch Konkurrenz (Konkurrenzdemokratie) und Mehrheitsentscheidung (Mehrheitsprinzip) zu finden. Vordenker dieses Ansatzes sind u. a. Aristoteles, John Locke oder Immanuel Kant. Dort finden sich die Ursprünge zu modernen pluralistischen Ansätzen („agree to disagree“) wie z. B. in den Federalist Papers oder bei Ernst Fraenkel.

## Politische Rezeption
Identitätstheorien gingen in linkes wie rechtes Denken ein und wurden Anknüpfungspunkt oder Rechtfertigung für politische Bewegungen oder Systeme, die ihren Machtanspruch diktatorisch durchzusetzen bereit waren.

### Beispiel linker Rezeption
So verstand etwa Karl Marx den Endzustand des Kommunismus im Anspruch ausdrücklich als „Assoziation, worin die freie Entwicklung eines jeden die Bedingung für die freie Entwicklung aller ist.“ (MEW 4, S. 482), also gerade nicht im Sinne einer einseitigen Unterordnung des Individuums unter die Gemeinschaft. Parallel dazu ging Marx jedoch in der notwendigen Übergangsphase hin zu diesem Endzustand von der Diktatur des Proletariats aus, die im Gegensatz zur Bourgeoisie (Kapitalistenklasse), gegebenenfalls auch gewaltsam, durchgesetzt werden müsse. Marx selbst nahm dabei noch an, dass die Arbeiterklasse auch die zahlenmäßige Mehrheit der Bevölkerung stelle.
Verschärft wurde diese Vorstellung der „Diktatur des Proletariats“ dann durch Revolutionäre wie Lenin, die das bei Marx noch vorhandene Element der partizipativen Freiwilligkeit durch das Vorbild einer elitären Kaderpartei ersetzten, die als Führerin des Proletariats dessen Diktatur über andere Klassen durch eine „Erziehungsdiktatur“ auch über das Proletariat selbst herzustellen versuchte.

### Beispiel rechter Rezeption
Auf der rechten Seite rechtfertigte etwa Carl Schmitt die Diktatur als Ausdruck des wahren, nicht mehr von Partikularinteressen behinderten Volkswillen, der sich durch Akklamation durch das Führerprinzip ausdrücke, den Staat von Behinderungen durch Einzelinteressen befreie und damit erst wirklich demokratisiere. In jeder abweichenden politischen oder gesellschaftlichen Organisationsform liege bereits der latente Bürgerkrieg und der beginnende Staatszerfall vor. Der Gesamtwille hat sich bei Schmitt damit vollkommen von der Partizipation der Einzelwillen der Menschen gelöst, die nun allein durch ihre Intensität in der Unterstützungsbereitschaft an der „volonté générale“ teilhaben. Von dort war der Weg – den auch Schmitt beschritt – in die Rechtfertigung des totalitären Systems des Nationalsozialismus nicht mehr weit.

### Kritik und Kontroverse
Aufgrund ihres radikalen Potentials waren Identitätstheorien seit ihrem Bestehen immer auch Gegenstand heftiger politischer Kontroversen. Kritisch mit den Risiken von Identitätstheorien hat sich die Totalitarismustheorie sowie der liberale Philosoph Karl Popper auseinandergesetzt. Eine Politik, die anstrebt, die Identität zwischen Regierten und Regierenden herzustellen, besitze, so Popper in seinem Werk Die offene Gesellschaft und ihre Feinde, die Tendenz, im Extremfall zu einer totalitären Herrschaft (Totalitarismus) zu führen. Popper macht dabei keinen wesentlichen Unterschied zwischen der gleichgeschalteten „Volksgemeinschaft“ des Faschismus und den an der Idee der Emanzipation des Individuums ausgerichteten Utopien der politischen Linken. 
Unter anderem aufgrund dieses Vergleichs linker und rechter Gesellschaftsentwürfe ist die Totalitarismustheorie selbst Gegenstand heftiger Kontroversen innerhalb der Geschichts- und Politikwissenschaft.
Das Beispiel der Schweiz zeigt, dass sich Freiheit und das Streben nach Identität und Konsens nicht ausschließen müssen. Das politische System der Schweiz ist stark durch die Theorien von Rousseau geprägt und versteht sich bewusst als direkte Demokratie. Im politischen Alltag werden von den repräsentativen Organen Entscheidungen durch Konsensbildungsprozesse (Konsensdemokratie/Konkordanzdemokratie) getroffen.